# Vestmarka
Vestmarka est une zone forestière située à l'extérieur d'Oslo, en Norvège. C'est une partie d'Oslomarka, dans le comté d'Akershus et est située entre Bærumsmarka, Krokskogen et Kjekstadmarka.

## Description
Vestmarka est une région boisée et vallonnée à Asker, Bærum et Lier. Le terrain appartient à Løvenskiold Vækerø et est une zone de loisirs populaire.
La majeure partie du Vestmarka est couverte de forêts de conifères, avec beaucoup d'épicéa commun et des éléments de pin sur les collines. Depuis les temps anciens, les fermes des villages autour de Vestmarka utilisaient activement cette forêt comme terrain ouvert, pour le pâturage, le glanage, la chasse, l'abattage, la coupe de tourbe et la fabrication du charbon de bois.
Aujourd'hui, Vestmarka est une zone largement utilisée pour les activités de plein air en été comme en hiver, avec des arrangements des municipalités, de l'Association norvégienne de randonnée et de l'association de ski. Il existe un certain nombre de cabanes touristiques et d'autres établissements de restauration dans et autour de Vestmarka.

## Zone protégée
- Réserve naturelle de Ramsåsen

## Galerie

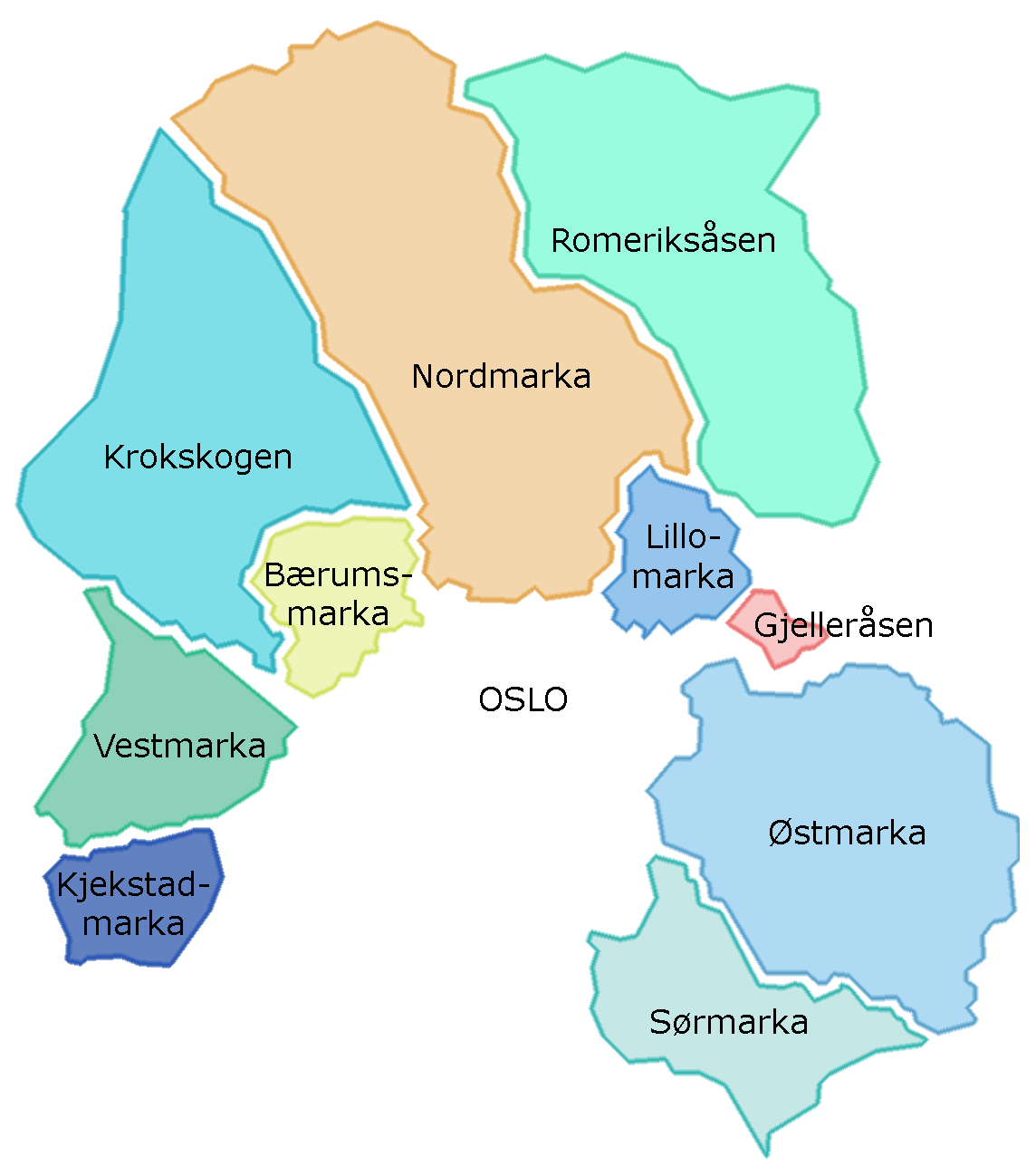
Les différentes zones de l'Oslomarka